# جان ویلیام دراپر
جان ویلیام دریپر (انگلیسی: John William Draper; ۵ مهٔ ۱۸۱۱ – ۴ ژانویهٔ ۱۸۸۲) دانشمند، فیلسوف، پزشک، شیمیدان، مورخ و عکاس آمریکایی انگلیسی‌الاصل بود. او اولین عکس واضح از صورت یک زن (۱۸۳۹–۱۸۴۰) و اولین عکس دقیق از ماه را در سال ۱۸۴۰ گرفت. او همچنین اولین رئیس انجمن شیمی آمریکا (۱۸۷۶–۱۸۷۷) و بنیانگذار دانشکده پزشکی دانشگاه نیویورک بود.
یکی از کتاب‌های دراپر، تاریخ تضاد بین دین و علم، تز تعارض را رایج کرد که خصومت درونی را در رابطه علم و دین پیشنهاد می‌کرد. این کتاب بسیار خوانده شد و به چندین زبان ترجمه شد. پسرش، هنری دراپر، و نوه‌اش، آنتونیا مووری، اخترشناس بودند. نوه او، کارلوتا موری (خواهر کوچکتر آنتونیا)، دیرینه‌شناس بود. پسر بزرگ او، جان کریستوفر دراپر، شیمیدان و پسر دیگرش دانیل دراپر، هواشناس بودند.